# بيرت ويلسون
بيرت ويلسون هو لاعب هوكي الجليد كندي، ولد في 17 أكتوبر 1949 في أورنجفيل في كندا، وتوفي في 28 فبراير 1992 بسبب سرطان القولون.

## وصلات خارجية
- بيرت ويلسون على موقع دوري الهوكي الوطني (الإنجليزية)
- بيرت ويلسون على موقع EliteProspects.com (الإنجليزية)
- بيرت ويلسون على موقع HockeyDB.com (الإنجليزية)
- بيرت ويلسون على موقع Hockey-Reference.com (الإنجليزية)